# Messier 7
Messier 7 (M7 ili NGC 6475, Ptolomejev skup) je od davnina poznati otvoreni skup u zviježđu Škorpion.
Zabilježio ga je još Ptolomej 130. godine kao magličast objekt.
Giovanni Battista Hodierna promatrao je skup teleskopom 1654. i u njemu prebrojio 30 zvijezda.
Charles Messier ga je 23. svibnja 1764. uvrstio u svoj katalog.

## Svojstva
Messier 7 se sastoji od 80 zvijezda sjajnijih od magnitude +10. 
Te zvijezde na našem nebu pokrivaju oko 1,3°, a udaljene su od nas 800 svj. g. Stvarne dimenziju skupa oko 20 svj. godina.
Najsjajnije zvijezde su žuti divovi i plave zvijezde glavnog niza.
Messier 7 nam prilazi brzinom do 14 km/s.

## Amaterska promatranja
Zbog velike južne deklinacije skup je iz Hrvatske vidi nisko nad južnim horizontom, i to najbolje ljeti. Potreban je čist južni horizont i prikladno odabrano vrijeme promatranja, kad prolazi kroz meridijan.
Prividni sjaj skupa je magnitude + 3,3 što ga čini objektom lakim za promatranje. Messier 7 najbolje će izgledati u dalekozoru ili teleskopu s malim povećanjem.

## Vanjske poveznice
- (engl.) SEDS: NGC 6475
- (engl.) Hartmut Frommert: Revidirani Novi opći katalog
- (engl.) Izvangalaktička baza podataka NASA-e i IPAC-a
- (engl.) Astronomska baza podataka SIMBAD
- (engl.) VizieR
- (engl.) Auke Slotegraaf: NGC 6475 Deep Sky Observer's Companion
- (engl.) Courtney Seligman: Objekti Novog općeg kataloga: NGC 6450 - 6499
- Skica M7